# 姫路サービスエリア
姫路サービスエリア（ひめじサービスエリア）は、兵庫県姫路市広畑区西蒲田にある姫路バイパス（国道2号）のサービスエリアである。
姫路西ランプに併設され、上り線と下り線で同一の施設を利用する構造である。以前は、自動車専用道路の姫路バイパスだけでなく一般道路からも利用できたが、迷惑駐車への対策として2023年9月より一般道路から利用できなくなった。

## 沿革

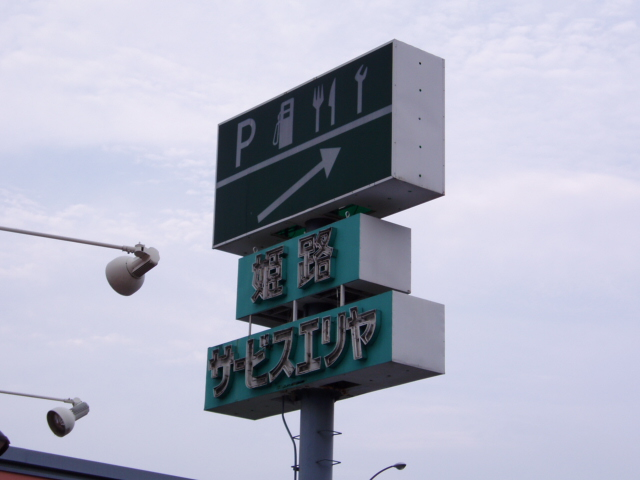
「姫路サービスエリヤ」と表記された看板（2005年6月）

1975年（昭和50年）12月に供用を開始した。この時、売店、レストラン棟、ガソリンスタンドが設置された。売店とレストラン棟は2000年に改築が行われた。
かつては「姫路サービスエリヤ」と表記された看板が設置されていたが、2009年6月に撤去されている。
2012年3月までは株式会社トーヨーが売店、レストラン、ガソリンスタンド（2005年時点ではコスモ石油）を運営していた。
2011年度末の占用許可の更新に伴い、新たな占用者の選定が行われた。選定にあたって、売店とレストランは必須とされた一方、ガソリンスタンドは消防法改正によりタンクの改修が必要なこと、姫路バイパスの無料開放により一般道路での給油が容易なことから任意とされた。
新たな占用者の下で2012年4月よりリニューアル工事が行われた。売店とレストランは2012年3月31日、ガソリンスタンドは同日18時を以て営業を終了した。売店とレストラン棟は建て替えられ、ガソリンスタンドは撤去の上駐車場用地に充てられた。9月21日に株式会社うかいやがフランチャイジーとしてコンビニエンスストアのファミリーマートを開店した。

## 道路
- 姫路バイパス（国道2号）[1]
- 姫路市道[1]

## 施設
- 駐車場
  - 大型 25台
  - 小型 102台
  - 車椅子用小型 3台
- 売店 - コンビニエンスストア[1]（ファミリーマート[5]）
- レストラン - セルフうどん店[1]（丸亀製麺[6]）
- トイレ[1]
  - 男性 大 4基・小 16基
  - 女性 15基
  - 身体障害者用 1基
- 自動販売機

## 迷惑駐車問題
2000年（平成12年）以降休憩を目的としない駐車や長期間に亘る車両の放置が多数行われ、休憩施設としての機能が損なわれていることが問題となっている。2023年9月に相乗り対策として一般道路からの進入をできないようにして以降、事態は好転しつつある。
駐車場は満車状態が慢性化していた。これにより、休憩目的の駐車を断念する車両が相次いでいた。また、売店やレストランの売り上げにも影響していた。駐車場を管理する姫路河川国道事務所の調査によれば、複数の車で集合して1台の車に相乗りして、他の車を駐車したままにしておく行為が原因である。
2022年12月の平日に24時間行った調査では、4時間以上の駐車が61台、うち相乗り関連が40台、さらに仕事目的の相乗り関連が38台であった。こうした行為の背景として、姫路バイパスは無料で通行できること、サービスエリアに上下線と一般道路から進入できること、高速道路への交通の便が良いことが挙げられる。姫路河川国道事務所が、2006年度に一般道路からサービスエリアへの進入を禁止する社会実験を行ったところ、長時間の駐車が減少する結果が得られた。
対策として目的外の駐車を禁止する看板を設けたり、年に一度注意喚起のチラシを配布したりしている。一方で、駐車場の有料化や強制撤去などの強い措置は、法的根拠が無いため行えないという。
継続的な取り組みにもかかわらず2022年時点で改善が見られなかった。また、併設の姫路西ランプと姫路市臨海部方面を結ぶ兵庫県道417号広畑青山線のバイパスの開通（2025年度予定）により、更なる利用の増加が想定される。2022年12月平日の調査では、4時間以上の駐車61台のうち一般道路から入場したのは約3割の20台であった。これらのことから、姫路河川国道事務所は2023年9月13日より、一般道路から姫路SAへの進入を禁止した。3ヶ月後、2023年12月平日の調査では、4時間以上の駐車37台、相乗り利用1台に減少した。

## 隣
姫路バイパス
中地ランプ - 姫路西ランプ/姫路SA - 太子東ランプ